# Opetiopalpus
Opetiopalpus – rodzaj chrząszczy z rodziny przekraskowatych i podrodziny Korynetinae.
Chrząszcze o szerokim ciele. Barwa czerwona obecna jest u nich przynajmniej na przedpleczu. Głowa jest węższa od przedplecza, zaopatrzona w oczy złożone o słabo wyciętym przednim brzegu oraz smukłe czułki, których owalne buławki zbudowane są z trzech ostatnich, luźno zestawionych członów. Narządy gębowe odznaczają się głaszczkami szczękowymi o zaostrzonych wierzchołkach szczytowych członów. Podobną formę mają ostatnie człony głaszczków wargowych. Obrzeżenie przedplecza występuje na całym obwodzie. Nasada pokryw jest znacznie szersza od podstawy przedplecza.
Takson ten ma swoje centrum występowania w Afryce, ale 11 gatunków zamieszkuje Palearktykę, a jeden zawleczony został do Australii. W Polsce stwierdzany był tylko O. scutellaris, przy czym wszystkie doniesienia pochodzą z ubiegłych stuleci.
Rodzaj ten wprowadzony został w 1844 roku przez Maximiliana Spinolę. Obejmuje 28 opisanych gatunków, w tym:
- Opetiopalpus bicolor (Laporte de Castelnau, 1836)
- Opetiopalpus hybridus (Baudi, 1873)
- Opetiopalpus morulus (Kiesenwetter, 1879)
- Opetiopalpus obesus Westwood, 1849
- Opetiopalpus scutellaris (Panzer, 1797)
- Opetiopalpus wagneri Schenkling, 1926